# Милутин Каришик
Милутин Каришик (Сурчин, 5. октобар 1923 — Нови Сад, 17. мај 1993) био је југословенски и српски глумац, позоришни редитељ и позоришни радник.

## Биографија и каријера
Основну школу завршио је у Сурчину 1939. године, а гимназију је учио у Вршцу, Суботици, Књажевцу, Нишу и  опет у Вршцу, у којем је и матурирао 1947. године. Дипломирао је на Групи за општу књижевност са теоријом књижевности Филолошког факултета у Београду 1964. године.
Као глумац и редитељ радио је у Народном позоришту „Стерија” у Вршцу (1945−1950. и 1952−1959), ХНК у Осијеку (у сезони 1951/52) и Народном позоришту „Тоша Јовановић“ у Зрењанину (1959−1964). Од 1964. до 1976. године је био самостални саветник у Покрајинском секретаријату за образовање, науку и културу Извршног већа Војводине, од 1976. до 1983. био је секретар Културно-просветне заједнице Војводине, а од 1. јула 1983. директор Позоришног музеја Војводине. Од 1969. је обављао дужност секретара Заједнице професионалних позоришта Војводине, залажући се за изналажење што примеренијих решења у раду професионалних позоришта у Покрајини, па самим тим и у Српском народном позоришту.
Један је од иницијатора континуираног праћења театарског стваралаштва многих наших средина (Вршац, Зрењанин, Сомбор, Суботица). Приредио је изложбе „Стеријина Покондирена тиква на југословенским сценама“ (1974), „Војвођанска позоришта 1945−1975“ (1975) и „Стерија на војвођанским сценама 1945−1976“ (1976). Од 1968. био је у редакцији „Алманаха позоришта Војводине“. Написао је комедије Парничари (Вршац 1959; Зеница 1962) и Друштвене игре, под псеудонимом – Мића Милутиновић (Вршац 1965). Са немачког је превео Војцека Георга Бихнера (Сомбор 1973) и Коло А. Шницлера (Суботица 1932).
Објавио је преко педесет текстова из живота и рада професионалних и аматерских позоришта у САП Војводини и низ чланака о савременом немачком позоришту у „Нашој сцени“, „Дневнику“, „Сцени“, „Алманаху позоришта Војводине“, новосадском „Позоришту“, „Зрењанину“, „НИН-у“, „Театрону“ и „Културном животу“. Остварио је на десетине режија у аматерским позориштима у Вршцу, Зрењанину, Кикинди, Новом Кнежевцу, Ковину, Новом Бечеју, Жабљу, Црвенки, Бачкој Паланци и руководио је многим семинарима за позоришне аматере.